# Naturschutzgebiet Nördlicher Tüschenwald
Koordinaten: 51° 38′ 29″ N, 6° 21′ 45″ O
Das Naturschutzgebiet Nördlicher Tüschenwald liegt auf dem Gebiet der Gemeinde Sonsbeck im Kreis Wesel in Nordrhein-Westfalen. Das Gebiet erstreckt sich nordwestlich des Kernortes Sonsbeck und westlich des Sonsbecker Ortsteils Labbeck. Nördlich und östlich verläuft die Landesstraße L 77, südöstlich die L 480, südlich die L 460 und südwestlich die A 57. Nördlich erstreckt sich das 424 ha große Naturschutzgebiet Uedemer Hochwald und südöstlich das 234 ha große Naturschutzgebiet Grenzdyck.

## Bedeutung
Für Sonsbeck ist seit 2002 ein 159,22 ha großes Gebiet unter der Kenn-Nummer WES-083 als Naturschutzgebiet ausgewiesen. Das Gebiet wurde unter Schutz gestellt, um einen naturnahen Eichen-Buchenwald mit den charakteristischen Biotoptypen und Lebensgemeinschaften zu erhalten und wiederherzustellen. 